# Ring 3 (København)
 Ikke at forveksle med Motorring 3.
 For alternative betydninger, se Ring 3. (Se også artikler, som begynder med Ring 3)
Ring 3 er en 19 km ringrute gennem Københavns forstæder. Ringruten har sin begyndelse ved motorvej E47/E55 Motorring 3 og frakørsel 19 ved Buddinge. Fra motorvejen forløber Ring 3 gennem Buddinge, Gladsaxe, Herlev, Islev, Ejby, Glostrup, Brøndbyvester og Vallensbæk Strand, hvor ruten slutter ved Ishøj Strandvej.
Ring 3 er sammensat af flere forskellige veje. Fra nord startes med Buddingevej, der starter ved Lyngby Station 1½ km nord for krydset med Motorring 3, og som efter dette fortsætter som en del af Ring 3 til rundkørslen ved Søborg Hovedgade og Gladsaxe Rådhus. Herfra fortsætter Gladsaxe Ringvej forbi Gladsaxe Trafikplads og Hillerødmotorvejens tilslutningsanlæg 3 til Motorring 3's tilslutningsanlæg 20. Her bliver vejen til Herlev Ringvej, der passerer Herlev Hospital og gennem Herlev til grænsen med Rødovre Kommune. Herfra fortsættes som Nordre Ringvej forbi Ejby, Frederikssundmotorvejens tilslutningsanlæg og Glostrup Hospital til krydset med Hovedvejen i Glostrup. Videre mod syd fortsættes som Søndre Ringvej forbi Holbækmotorvejens tilslutningsanlæg 2 og Køge Bugt Motorvejens tilslutninganlæg 25 til sammenfletningen med Ishøj Strandvej, hvor vejen og Ring 3 ender.
Ring 3 er i hele sin længde 4-sporet med midterrabat  og anlagt med hastighedsgrænser på 70 - 80 km/t. Vejen blev tidligere drevet af Københavns Amt, men delstrækningerne er ved kommunalreformen i 2007 overgået til de enkelte kommuner. Efter at ansvaret for vejen er overgået til kommunerne har den regionale fremkommelighed været underordnet lokalpolitiske hensyn i forhold til trafikmængde og hastighed. 
I forbindelse med anlæggelsen af den ny letbane vil to af kørebanerne i blandt andet Vallensbæk blive brudt op, og vejen gjort to sporet samtidig med, at hastighedsgrænsen i Vallensbæk nedsættes til 50 km/t  fra de nuværende 70 km/t henholdsvis 80 km/t, da Vallensbæk ikke ønsker den regionale trafik i kommunen. Generelt vil letbanen medføre store hastighedsnedsættelser for biler, flere steder helt ned til 40 km/t.   
Der er fra Ring 3 forbindelse til flere af Hovedstadens motorveje og store indfaldsveje. I 2008 havde ruten en årsdøgnstrafik mellem 12.900 (mellem Holbækmotorvejen og Køge Bugt Motorvejen) og 31.600 motorkøretøjer (mellem Motorring 3 og Herlev Hovedgade).
Ring 3 forløber parallelt med motorvejen Motorring 3 i det meste af sin længde, og disse forveksles ofte, grundet de enslydende betegnelser.

## Kollektiv trafik
I dag betjenes Ring 3 primært af buslinje 300S. Der havde i flere år været drøftet anlæg af en letbane i korridoren, og den 29. juni 2011 indgik staten en samarbejdsaftale med 11 kommuner langs Ring 3 om rammerne for etablering af en letbane på strækningen Lundtofte-Ishøj. Anlægsloven blev vedtaget af Folketinget 31. maj 2016. Ejerkredsen godkendte anlæggelsen 12. marts 2018, hvorefter anlægsarbejderne gik i gang. Den første del af Hovedstadens Letbane mellem Ishøj og Rødovre Nord forventes at åbne i efteråret 2025. Resten af strækningen til Lundtofte forventes at være færdig i sommeren 2026.